# Parthiva Sureshwaren
Parthiva Sureshwaren (Chennai, 21 februari 1981) is een Indiaas autocoureur die anno 2010 in de Formule 2 rijdt. In 2008 nam hij een race deel aan de A1GP voor A1 Team India, waarbij hij de geblesseerde Narain Karthikeyan verving. Voor de rest van 2008 nam hij deel aan de Formule V6 Azië en hoopte om naar de IndyCar Series te gaan in 2009.

## A1GP resultaten
| Jaar    | Inschrijving  | 1       | 2       | 3       | 4       | 5       | 6       | 7       | 8       | 9       | 10      | 11      | 12      | 13         | 14         | 15      | 16      | 17      | 18      | 19      | 20      | 21      | 22      | Rang | Punten |
| ------- | ------------- | ------- | ------- | ------- | ------- | ------- | ------- | ------- | ------- | ------- | ------- | ------- | ------- | ---------- | ---------- | ------- | ------- | ------- | ------- | ------- | ------- | ------- | ------- | ---- | ------ |
| 2006-07 | A1 Team India | NED SPR | NED FEA | CZE SPR | CZE FEA | BEI SPR | BEI FEA | MAL SPR | MAL FEA | IND SPR | IND FEA | NZL SPR | NZL FEA | AUS SPR 18 | AUS FEA 16 | RSA SPR | RSA FEA | MEX SPR | MEX FEA | SHA SPR | SHA FEA | GBR SPR | GBR FEA | 16   | 13     |
| 2007-08 | A1 Team India | NED SPR | NED FEA | CZE SPR | CZE FEA | MAL SPR | MAL FEA | ZHU SPR | ZHU FEA | NZL SPR | NZL FEA | AUS SPR | AUS FEA | RSA SPR 17 | RSA FEA NF | MEX SPR | MEX FEA | SHA SPR | SHA FEA | GBR SPR | GBR FEA |         |         | 10   | 61     |